# Kalikst Morawski (romanista)
Kalikst Morawski (ur. 14 października 1907 w Warszawie, zm. 2 lutego 1988 w Poznaniu) – polski romanista, badacz w szczególności literatury francuskiej, włoskiej i hiszpańskiej. Profesor UAM.
W latach 1925-1929 studiował na Uniwersytecie Warszawskim. W 1933 na Wydziale Humanistycznym UW obronił rozprawę doktorską Gioberti, myśl i działania polityczne. W 1946 został docentem, w 1956 profesorem nadzwyczajnym, a w 1963 profesorem zwyczajnym. W latach 1929-1939 był zatrudniony w Archiwum Państwowym w Warszawie. W latach 1945-1958 wykładał
literaturę średniowieczną i nowożytną na filologii romańskiej KUL. Zorganizował jeden z pierwszych w Polsce lektoratów z języka włoskiego, który prowadził do 1955. W 1957 przeniósł się do Poznania.  Był kierownikiem zakładu Literatur Romańskich w Instytucie Filologii Romańskiej UAM. Członek Komitetu Neofilologicznego PAN. Otrzymał w 1974 Krzyż Kawalerski Orderu Odrodzenia Polski i tytuł "Zasłużonego Nauczyciela PRL" oraz Medal Komisji Edukacji Narodowej i włoskim odznaczeniem Order Corona d’Italia. W 1954 otrzymał Złoty Krzyż Zasługi. Uhonorowany Złotym Medalem przez Florencję. Został pochowany na Cmentarzu Junikowo w Poznaniu.